# Kojtjärnen (Vilhelmina socken, Lappland, 715436-153624)
Kojtjärnen är en sjö i Vilhelmina kommun i Lappland och ingår i Ångermanälvens huvudavrinningsområde.